# Kleidocerys franciscanus
Kleidocerys franciscanus är en insektsart som först beskrevs av Carl Stål 1859.  Kleidocerys franciscanus ingår i släktet Kleidocerys och familjen fröskinnbaggar. Inga underarter finns listade i Catalogue of Life.